# Vilarouco
Vilarouco is een plaats (freguesia) in de Portugese gemeente São João da Pesqueira en telt 427 inwoners (2001).